# Dolenji Potok
Dolenji Potok este o localitate din comuna Kostel, Slovenia.